# Nauhea tapa
Nauhea tapa är en spindelart som beskrevs av Forster 1979. Nauhea tapa ingår i släktet Nauhea och familjen plattbuksspindlar. Inga underarter finns listade i Catalogue of Life.